# جمی اوهارا (بازیکن فوتبال)
جمی اوهارا (انگلیسی: Jamie O'Hara؛ زادهٔ ۲۵ سپتامبر ۱۹۸۶) یک بازیکن فوتبال اهل بریتانیا است.